# Club Deportivo Universidad Católica
Il Club Deportivo Universidad Católica, meglio noto come Universidad Católica, è una società di calcio di Santiago, in Cile. Milita nella Primera División, la massima divisione del campionato cileno di calcio.
Fondato nel 1937, è, insieme al Colo-Colo e all'Universidad de Chile è una delle tre grandi squadre del calcio cileno, avendo vinto 16 campionati nazionali di prima divisione, 2 campionato di seconda divisione, 4 Coppa del Cile e 4 Supercoppa del Cile.
Il colore sociale è bianco con i calzoni blu. Gioca le partite interne allo San Carlos de Apoquindo, inaugurato nel 1988.

## Storia

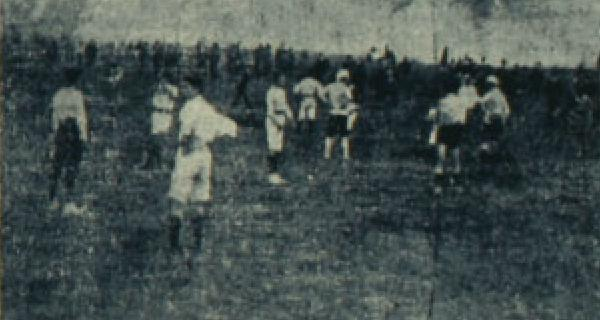
Universidad Católica F.C. 4:1 Universidad de Chile, 14 novembre 1909.

Le origini del ramo calcistico dell'Universidad Católica si trovano nella partecipazione della cosiddetta Universidad Católica F.C. nella prima divisione della Federcalcio nazionale nel 1908, un'entità parallela alla Federcalcio di Santiago che riuniva, tra gli altri, club come il Santiago Football Club.
L'anno successivo, l'Universidad Católica giocò la prima storia dell'University Classic contro una squadra dell'Università del Cile, con un punteggio di 3 a 3 il 1 novembre 1909. In quell'occasione, l'Universidad Católica indossò un'uniforme verde in colore. Il 14 novembre dello stesso anno si affrontarono nuovamente, con l'Universidad Católica F.C. ottenendo una vittoria per 4:1.
L'Universidad Católica ha una forte tradizione internazionale: ha raggiunto le semifinali della Coppa Libertadores nel 1962, 1966, 1969 e 1984 ed è stato finalista nel 1993. Nel 1994 ha vinto un titolo internazionale, la Coppa Interamericana..

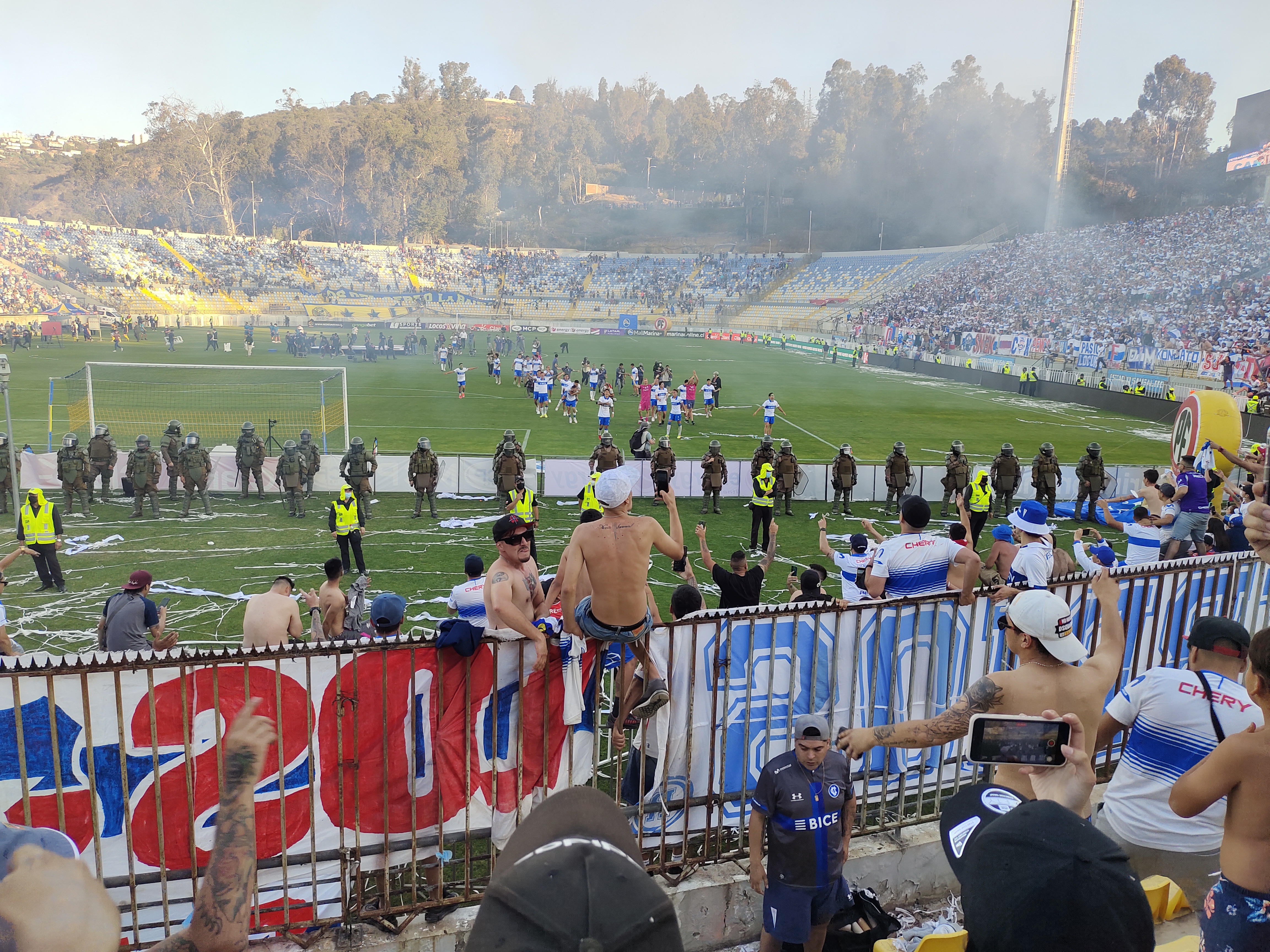
Festeggiamenti di giocatori e tifosi dell'Universidad Católica dopo aver vinto il quattro volte campionato 2018-2021.

Tra il 2018 e il 2021, l'Universidad Católica ha vinto quattro titoli nazionali consecutivi. È stata la prima squadra cilena a realizzare questa impresa in tornei "lunghi", cioè su due ruote, tutti contro tutti.

## Colori e simboli

### Colori
Tradizionalmente la divisa casalinga di Universidad Católica è bianca e con i calzoni blu.
|  | 2017-18 | 2018 | 2019 | 2020 |

### Sponsor
Di seguito l'elenco degli sponsor tecnici della Club Deportivo Universidad Católica.
- 1978-1980: Haddad
- 1981: New Leader
- 1981-1989: Adidas
- 1989-1996: Puma
- 1992-1995: Diadora
- 1996-1997: Lotto Sport Italia
- 1998-2001: Reebok
- 2002-2008: Nike
- 2008-2014: Puma[5]
- 2015-2018: Umbro[6]
- 2019-2023: Under Armour[7]

## Strutture

### Stadio

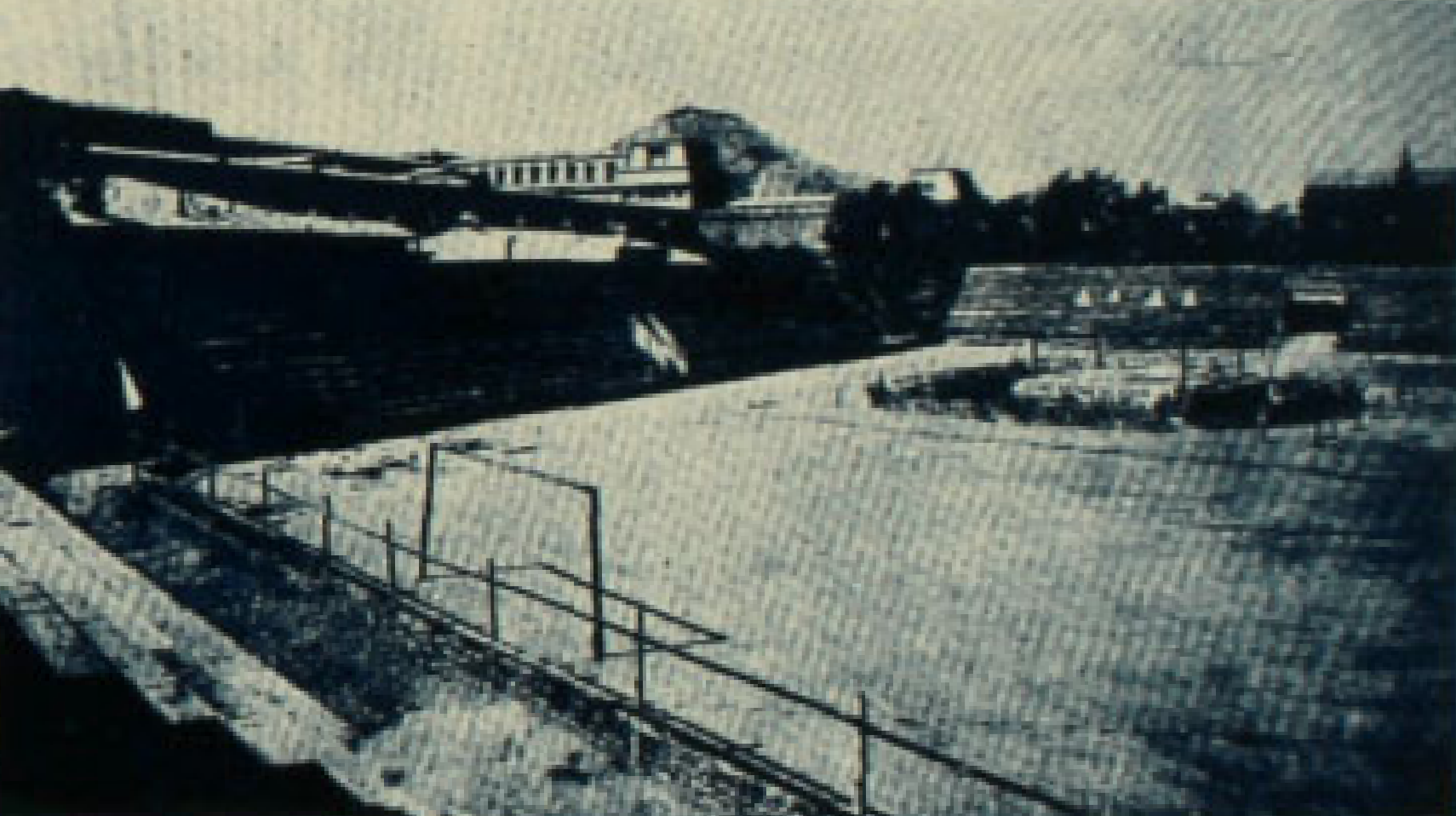
Stadio Universidad Católica, inaugurato nel 1928

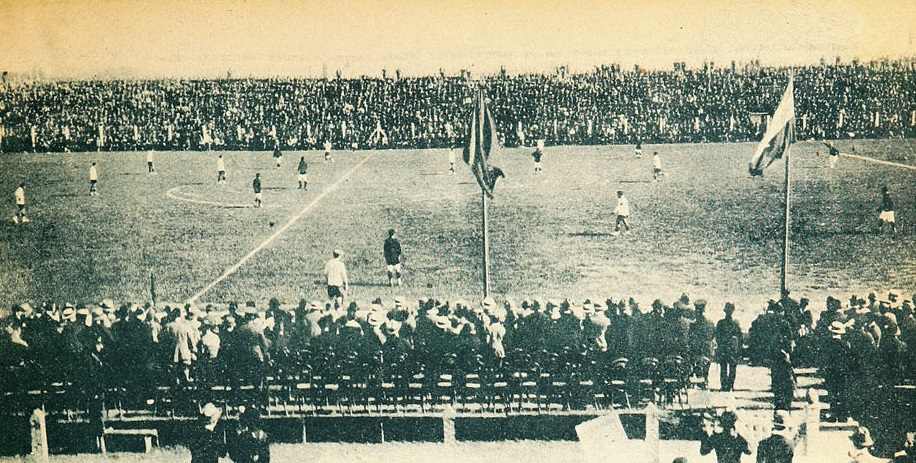
Impianti sportivi di Ñuñoa è stato di proprietà del club tra il 1927 e il 1938

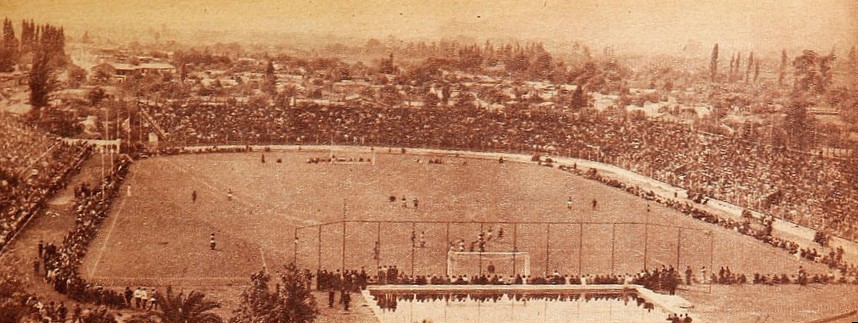
Stadio Independencia, inaugurato nel 1945 e demolito nel 1971

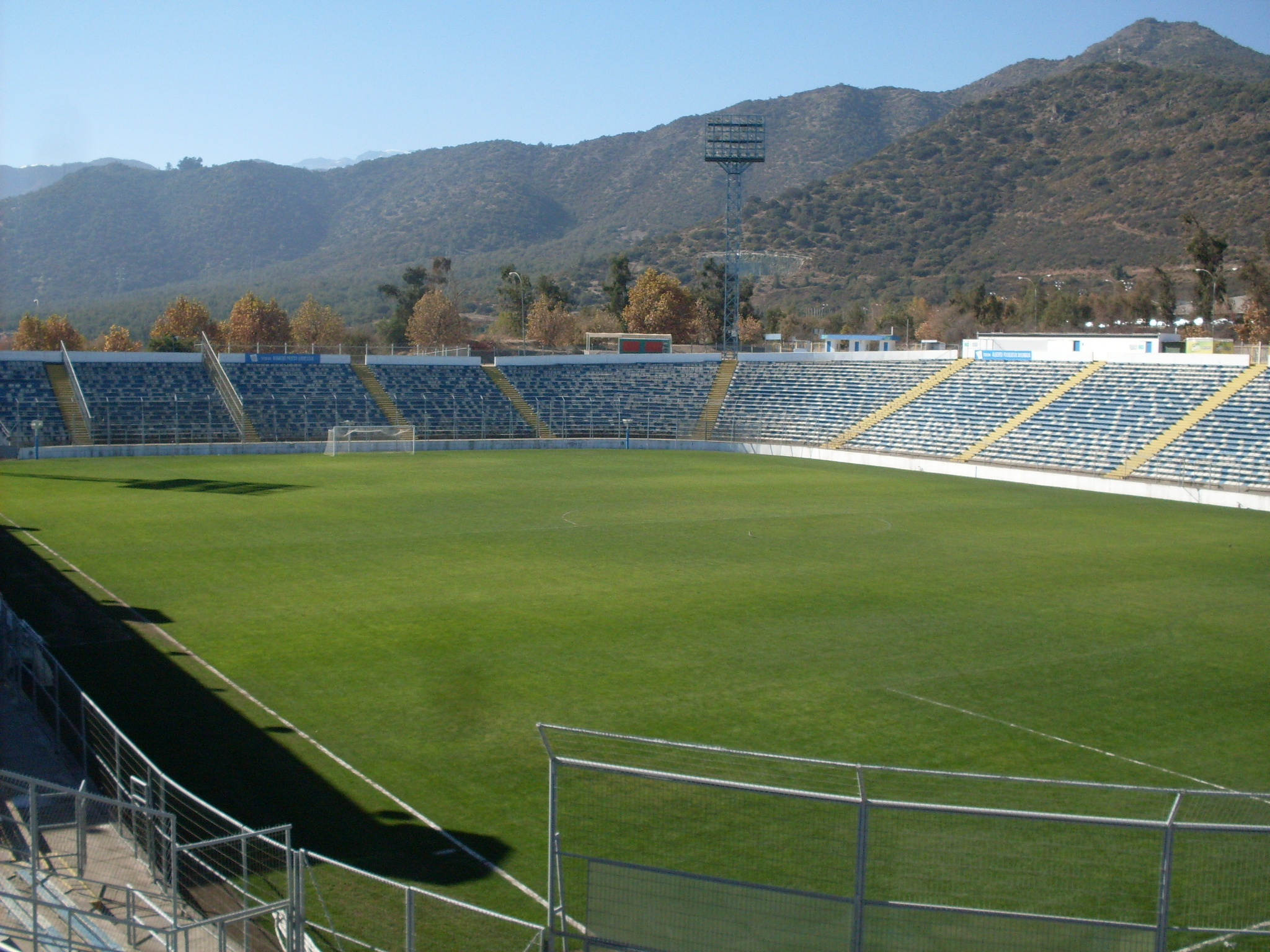
Stadio San Carlos de Apoquindo, inaugurato nel 1988 e ristrutturato tra il 2022 e il 2025

Sebbene inizialmente il club giocasse le partite casalinghe anche in sedi esterne alla sua proprietà, come l'Estadio Militar e l'Estadio Nacional, l'Universidad Católica ha posseduto quattro stadi: Stadio Universidad Católica, situato nei quartieri Maestranza e Marcoleta; Impianti sportivi di Ñuñoa, passato nelle mani della PUC e della Federazione Sportiva UC nel 1927; Stadio Independencia, inaugurato il 12 ottobre 1945 e demolito nel 1971; e lo Stadio San Carlos de Apoquindo, inaugurato il 4 settembre 1988.

## Calciatori
- Alberto Acosta
- Cristian Álvarez
- Jorge Aravena
- Hugo Brizuela
- Darío Bottinelli
- Diego Buonanotte
- José María Buljubasich
- Alberto Fouillioux
- José Pedro Fuenzalida
- Néstor Gorosito
- Osvaldo Hurtado
- Sergio Livingstone
- Néstor Isella
- Mario Lepe
- Ricardo Lunari
- Milovan Mirošević
- Miguel Montuori
- José Manuel Moreno
- Arturo Norambuena
- Nelson Parraguez
- Ignacio Prieto
- Jorge Quinteros
- Patricio Toledo
- Raimundo Tupper

### Vincitori di titoli
Campioni del Sudamerica
- Cristopher Toselli (USA 2016)
- José Fuenzalida (USA 2016)
- Nicolás Castillo (USA 2016)

## Palmarès

### Competizioni nazionali
- Campionato cileno: 16

1949, 1954, 1961, 1966, 1984, 1987, 1997, 2002 ( Apertura), 2005 (Clausura), 2010, 2016 (Clausura), 2016 (Apertura), 2018, 2019, 2020, 2021
- Copa Chile: 4

1983, 1991, 1995, 2011
- Supercopa de Chile: 4  (record)

2016, 2019, 2020, 2021
- Copa República

1983
- Primera B: 2

1956, 1975

### Competizioni internazionali
- Coppa Interamericana: 1

1994

## Statistiche e record

### Partecipazione ai campionati e ai tornei internazionali

#### Campionati nazionali
Dalla stagione 1937 alla stagione 2023 compresa, la squadra ha partecipato a:
| Categoria           | Partecipazioni | Debutto | Ultima stagione |
| ------------------- | -------------- | ------- | --------------- |
| Primera División    | 96             | 1939    | 2023            |
| Segunda División    | 3              | 1956    | 1975            |
| Coppa del Cile      | 42             | 1958    | 2023            |
| Supercoppa del Cile | 5              | 2016    | 2022            |

#### Partecipazione alle coppe internazionali
Alla stagione 2023 il club ha ottenuto le seguenti partecipazioni ai tornei internazionali:
| Categoria            | Partecipazioni | Debutto | Ultima stagione |
| -------------------- | -------------- | ------- | --------------- |
| Coppa Libertadores   | 29             | 1962    | 2022            |
| Coppa Sudamericana   | 13             | 2003    | 2023            |
| Coppa Mercosur       | 4              | 1998    | 2001            |
| Coppa Interamericana | 1              | 1994    | 1994            |

### Statistiche di squadra
- Miglior posizione in campionato: 1º (16 volte)
- Secondo posto in campionato: 21
- Terzo posto in campionato: 4
- Peggior posizione in campionato: 18º (1973)
- Secondo posto in Coppa del Cile: 7
- Secondo posto in Supercoppa del Cile: 2
- Secondo posto in Coppa Libertadores: 1 (1993)
- Semifinalista in Coppa Sudamericana: 2

### Statistiche individuali
Primatisti di presenze e gol in tutte le competizioni ufficiali
Aggiornamento al 4 dicembre 2021.
| Presenze - 639 - Mario Lepe (1982-2000) - 484 - Andrés Romero (1984-1999) - 435 - Nelson Parraguez (1991-2004) - 423 - Cristián Álvarez (1998-2018) - 371 - Alberto Fouillioux (1957-1975) - 366 - Sergio Livingstone (1938-1959) - 352 - Rodrigo Barrera (1990-2002) - 338 - Milovan Mirosevic (1997-2017) - 328 - Washington Villarroel (1958-1971) - 323 - Jorge Ormeño (2004-2012) | Reti - 118 - Rodrigo Barrera (1990-2002) - 113 - Raimundo Infante (1941-1956) - 108 - Alberto Fouillioux (1957-1975) - 105 - Néstor Isella (1963-1970) - 104 - Osvaldo Hurtado (1980-1988) - 96 - Milovan Mirosevic (1997-2017) - 92 - Alberto Acosta (1994-1998) - 85 - Jorge Aravena (1983-1984) - 85 - Luis Pérez (1985-1990) - 81 - Lukas Túdor (1985-1996) |

## Organico

### Rosa 2023
| N. |                      | Ruolo | Calciatore        |
| -- | -------------------- | ----- | ----------------- |
| 1  | Cile (bandiera)      | P     | Matías Dituro     |
| 3  | Cile (bandiera)      | D     | Eugenio Mena      |
| 5  | Cile (bandiera)      | D     | Daniel González   |
| 7  | Argentina (bandiera) | A     | Franco Di Santo   |
| 8  | Cile (bandiera)      | C     | Ignacio Saavedra  |
| 9  | Cile (bandiera)      | A     | Fernando Zampedri |
| 10 | Cile (bandiera)      | C     | César Pinares     |
| 15 | Cile (bandiera)      | A     | Axel Cerda        |
| 15 | Cile (bandiera)      | D     | Cristián Cuevas   |
| 16 | Colombia (bandiera)  | C     | Brayan Rovira     |

| N. |                    | Ruolo | Calciatore        |
| -- | ------------------ | ----- | ----------------- |
| 17 | Cile (bandiera)    | D     | Branco Ampuero    |
| 18 | Cile (bandiera)    | A     | Alexander Aravena |
| 19 | Cile (bandiera)    | C     | Bryan González    |
| 20 | Cile (bandiera)    | A     | Gonzalo Tapia     |
| 22 | Cile (bandiera)    | P     | Nicolás Peranic   |
| 23 | Cile (bandiera)    | D     | Byron Nieto       |
| 24 | Cile (bandiera)    | D     | Alfonso Parot     |
| 26 | Cile (bandiera)    | A     | Diego Ossa        |
| 55 | Uruguay (bandiera) | D     | Gary Kagelmacher  |

### Staff tecnico
- Allenatore:  Ariel Holan
- Assistente allenatore:  Rodrigo Valenzuela
- Assistente allenatore:  Jaime Rubilar
- Allenatore dei portieri:  Juan Fariello
- Preparatore atletico:  Emiliano Fleitas
- Preparatore atletico:  Mauricio González
- Terapista della riabilitazione:  Fernando Yáñez